# Ni le ciel ni la terre
Pour plus de détails, voir Fiche technique et Distribution.
Ni le ciel ni la terre est un drame fantastique franco-belge réalisé par Clément Cogitore et sorti en 2015.

## Synopsis
Le capitaine Antares Bonnassieu et ses hommes des forces françaises en Afghanistan sont en poste le long de la frontière afghano-pakistanaise. Alors que les troupes de la Force internationale d'assistance et de sécurité sont en plein processus de retrait, leur rôle consiste à surveiller les vallées aux alentours d'un petit village de bergers. Leur quotidien est rythmé par la routine, occasionnellement brisée par quelques escarmouches contre un groupe de talibans encore posté dans les montagnes alentour. Alors que tout semble relativement tranquille, les hommes du capitaine Bonnassieu commencent à disparaitre mystérieusement chaque nuit. Bien décidé à retrouver leurs hommes, les soldats français décident de mener les recherches au plus vite, ce qui semble à première vue leur apporter autant de réponses que de nouvelles questions.

## Fiche technique
- Titre : Ni le ciel ni la terre
- Réalisation : Clément Cogitore
- Scénario : Clément Cogitore et Thomas Bidegain
- Photographie : Sylvain Verdet
- Son : Julie Brenta
- Montage : Isabelle Manquillet
- Décors : Olivier Meidinger
- Costumes : Agnès Dubois
- Musique : Eric Bentz et François-Eudes Chanfrault
- Producteur : Jean-Christophe Reymond
  - Coproducteur : Joseph Rouschop et Valérie Bournonville
  - Producteur associé : Amaury Ovise
- Société de production : Kazak Productions et Tarantula Belgique, en association avec Cinémage 9
- Distributeur : Diaphana Distribution
- Pays de production :  France et  Belgique
- Genre : drame fantastique
- Durée : 100 minutes
- Date de sortie :
  - France : 30 septembre 2015

## Distribution
- Jérémie Renier : Antares Bonnassieu
- Kévin Azaïs : William Denis
- Swann Arlaud : Jérémie Lernowski
- Marc Robert : Jean-Baptiste Frering
- Finnegan Oldfield : Patrick Mercier
- Clément Bresson : Étienne Baxer
- Sâm Mirhosseini : Khalil Khan
- Christophe Tek : Stéphane Boissel
- Steve Tientcheu : Oscar Varennes
- Patrick Ligardes : Officier Armenet
- Michaël Vander-Meiren : Philippe Le Thieur

## Autour du film
Le film a été tourné au Maroc,.

## Distinctions

### Récompenses
- Semaine de la Critique Cannes 2015 : Prix Fondation Gan à la diffusion
- Festival international du film francophone de Namur 2015 : Prix découverte
- Prix du Syndicat français de la critique de cinéma 2015 : Meilleur premier film français

### Nomination
- Prix Louis-Delluc 2015 : nomination pour le :
  - Prix Louis-Delluc du premier film

- 41e cérémonie des César 2016 : nomination pour le :
  - César du meilleur premier film

- 21e cérémonie des prix Lumières 2016 : nominations pour les :
  - Prix Heike Hurst du meilleur premier film
  - Prix Lumières du meilleur acteur pour Jérémie Rénier
  - Prix de la meilleure photographie pour Sylvain Verdet
- 6e cérémonie des Magritte du cinéma 2016 : nominations pour les :
  - Magritte du meilleur film étranger en coproduction
  - Magritte du meilleur acteur pour Jérémie Renier

## Œuvres aux thématiques proches
- Apocalypse Now
- Le Projet Blair Witch
- Le Désert des Tartares